# Cejkinie
Cejkinie (lit. Ceikiniai) – wieś na Litwie, w okręgu uciańskim, w rejonie ignalińskim. Położona jest ok. 12 km. na południowy wschód od Ignalina.
Do roku 1939 znajdowała się na terenie Polski, w województwie wileńskim, w powiecie święciańskim. We wsi znajduje się drewniany kościół pw. NMP z 1773 roku.